# Atemptats de París del 13 i 14 de novembre de 2015
Els atemptats de París del 13 i 14 de novembre de 2015 foren un seguit d'atacs simultanis contra civils succeïts durant la nit del 13 i 14 de novembre a París, als districtes 10è i 11è, al restaurant Le Petit Cambodge, el bar Le Carillon, la plaça de la República, la rue Bichat, el Bataclan, el boulevard Beaumarchais, i a la rue de Charonne Faidherbe) i explosions a l'Stade de France a Saint-Denis. L'esdeveniment més mortífer va tenir lloc a la sala de concerts de Bataclan, on els terroristes van disparar contra la multitud que assistia a un concert i després van prendre ostatges. Les B.R.I. (Brigades de recherche et d'intervention) van assaltar i van abatre un dels terroristes, i altres tres es van immolar amb explosius.
La televisió francesa BFM TV va enumerar un mínim de tres explosions separades amb artefactes armats amb TATP, i sis tirotejos a la capital, amb un mínim de 150 persones mortes, i un centenar d'ostatges al teatre Bataclan. El nombre total de morts fou desconegut a primeres hores, les primeres dades elevaren la xifra a les 40 o 60 víctimes mortals. Posteriorment la policia va confirmar 150 morts després d'assaltar el teatre Bataclan. Algunes fonts informaren que podria haver-hi sis atacants amb armes de foc. La cadena de ràdio francesa Europe 1 va informar que hi hauria hagut tres atacs suïcides, mitjançant bombes. D'acord amb la Préfecture de police de Paris, hi va haver vuit accions terroristes simultànies. Dels vuit terroristes neutralitzats 7 es van immmolar. El mateix dia 14 de novembre l'Estat Islàmic va reivindicar l'autoria dels atemptats.

## Antecedents
L'exèrcit francès s'havia involucrat en els atacs aeris sobre Iraq i Síria des del 19 de setembre de 2014, en el que es coneixia com l'Operació Chammal. L'octubre de 2015 França va atacar objectius a Síria per primera vegada.
França es trobava en alerta de nivell quatre per amenaces terroristes des de l'atemptat contra Charlie Hebdo i d'altres atacs succeïts a principis de gener de 2015. El país també havia incrementat el seu nivell de seguretat a causa de la Conferència sobre el Canvi Climàtic d'aquell any, que s'havia de celebrar a París del 30 de novembre a l'11 de desembre, a més de tornar a implantar controls fronterers la setmana abans dels atacs. L'atemptat contra Charlie Hebdo va esdevenir-se a l'11è districte de la ciutat, al mateix lloc on es troba el teatre Bataclan. França va patir d'altres atacs de menor intensitat al llarg de l'any, inclosos l'apunyalament de tres soldats a Niça, que es trobaven protegint un centre comunitari jueu, el febrer; l'intent de fer esclatar una fàbrica a Saint-Quentin-Fallavier el juny, on va morir un empleat; i el tiroteig i apunyalament indiscriminat en un tren a l'agost.
L'Estat Islàmic i les seves branques havien reclamat l'autoria de diversos atacs mortals les setmanes prèvies a l'atac a París. El 12 de novembre, a Beirut (Líban) van morir 43 persones en un atemptat mitjançant dues immolacions, mentre que uns dies abans, a Egipte, un avió rus va esclatar, causant la mort dels seus 224 passatgers. Paral·lelament, el dia dels atacs, el líder botxí de l'Estat Islàmic, el britànic Mohammed Emwazi, àlies Jihadi John, fou assassinat per part dels Estats Units mitjançant un avió no tripulat, a més que l'Estat Islàmic perdé el control del Sinjar en favor de les forces kurdes.

## Atacs individuals
13 de novembre:
- 21:16 – Primer atac suïcida amb bomba, prop de l'Stade de France.[28]
- 21:20 – Tiroteig al carrer Bichat.[29]
- 21:30 – Segon atac suïcida amb bomba a l'Stade de France.[28]
- 21:40 – Atac suïcida amb bomba al boulevard Voltaire.
- 21:45 – Quatre homes entren al teatre Bataclan i comencen a disparar.[28]
- 21:50 – Tiroteig al carrer de Charonne.[28]
- 21:53 – Tercer atac suïcida amb bomba a l'Stade de France.[28]
- 22:00 – Presa d'ostatges al Bataclan.[28]

14 de novembre:
- 00:58 – La policia francesa acaba amb el setge al Bataclan, on hi havia entre 60 i 100 ostatges.[28]

Error en Plantilla:Align: el valor  "Hora local (CET)" com a paràmetre d'alineació és incorrecte. 
Com a mínim set atacs hi van tenir lloc, incloent sis tirotejos i tres explosions. Els tirotejos van ocórrer als voltants de Rue de la Fontaine-au-Roi, Rue de Charonne i el Teatre Bataclan.

### Tirotejos a le Petit Cambodge i Le Carillon
Un tiroteig al restaurant Petit Cambodge, ubicat al 10è districte de París, va resultar amb diversos morts, que segons els mitjans oficials s'estimen entre quatre i onze. Els assaltants també van disparar a la gent que hi havia a fora d'un bar anomenat Le Carillon, prop del Canal Saint-Martin. Segons un estament policial oficial, 11 persones van ser assassinades al restaurant. Es creu que posteriorment els assaltants van marxar en un o dos vehicles motoritzats immediatament després dels tirotejos.

### Tiroteig a La Belle Équipe
També hi ha tenir lloc un tiroteig al restaurant La Belle Équipe, ubicat a l'11è districte de París.

### Bataclan

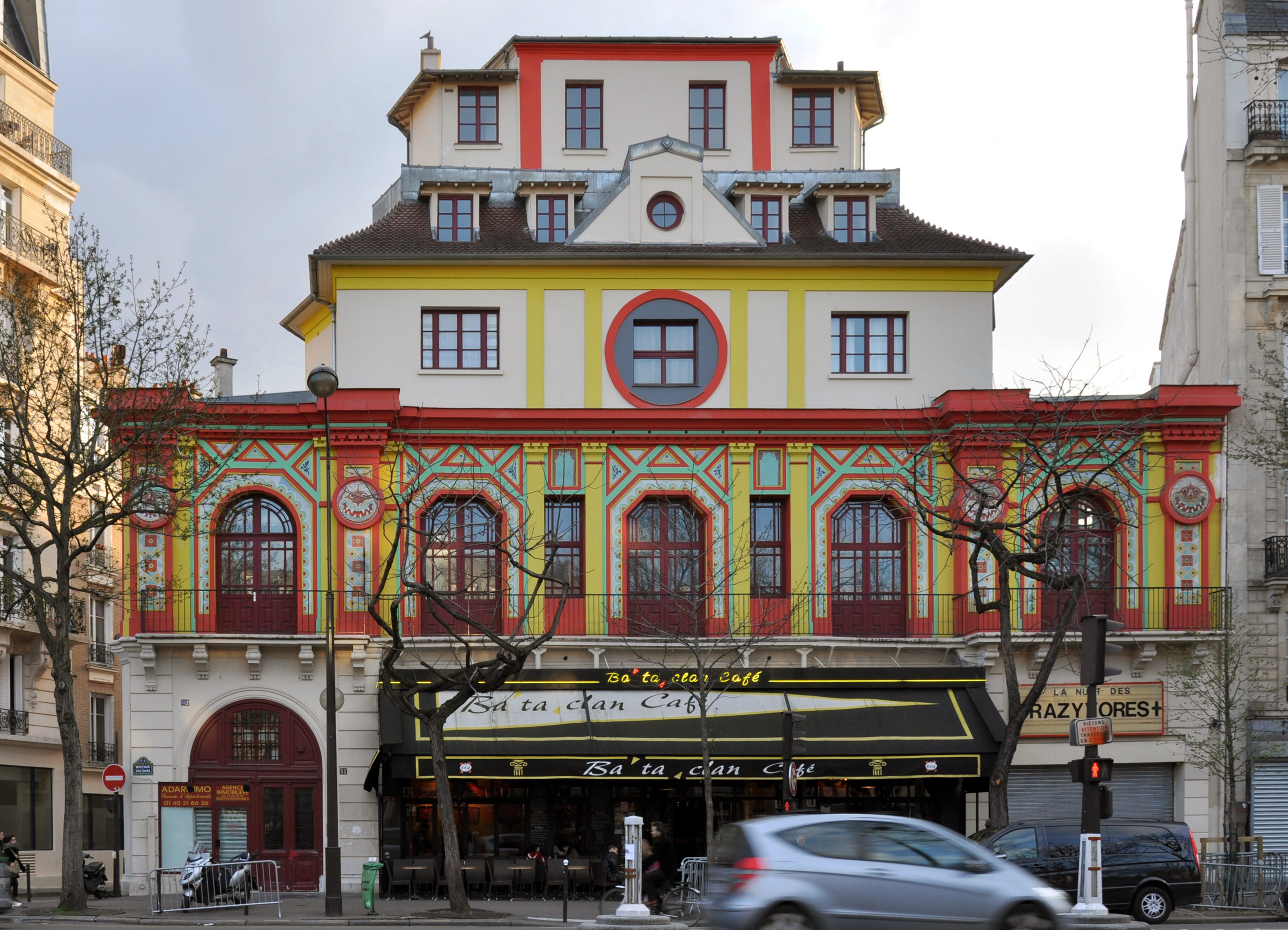
Façana de la sala Bataclan (2008).

Al Bataclan, una sala de concerts ubicada a l'11è districte de París, hi ha haver un tiroteig i posterior setge amb ostatges, mentre hi tenia lloc un concert de la banda estatunidenca Eagles of Death Metal, amb una audiència aproximada d'unes 1.500 persones. Entre 60 i 100 persones van ser retingudes. Els membres de la banda van aconseguir escapar sense resultar ferits. Un supervivent del tiroteig va anunciar als mitjans que hi havia cinc o sis assaltants a l'interior de l'edifici. Un altre testimoni va afirmar haver sentit a un atacant dir "Això és per tot el mal fet per Hollande a musulmans d'arreu del món". Es creu que van tornar a haver-hi altres escenes amb tirotejos dins de l'edifici, i un d'aquests atacs va ser amb explosius, segons un oficial de policia de la zona.
Julien Pierce, un periodista d'Europe 1, va afirmar haver vist un grup d'homes armats entrar al Bataclan, i que un parell o tres d'homes a cara descoberta van començar a disparar indiscriminadament contra la gent que assistia al concert. El setge va finalitzar a les 00:58 CET. La policia va informar de més d'un centenar de morts a l'interior del teatre. Quatre assaltants van ser assassinats, tres d'ells per la detonació d'un cinturó bomba que duien els assaltants.

### Explosió a l'Estadi de França

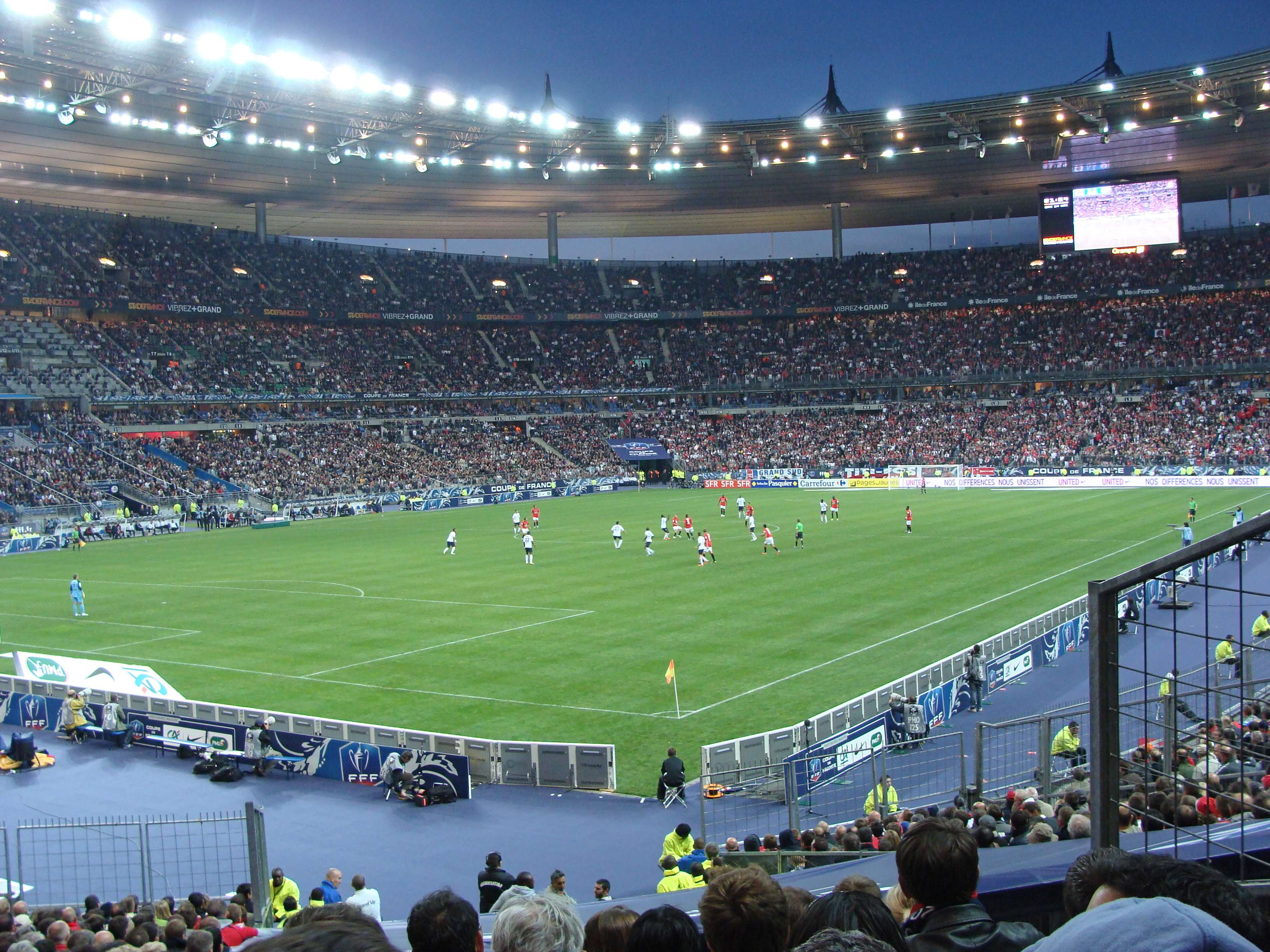
Stade de France l'any 2011

Com a mínim 10 persones van morir o van resultar ferides en l'explosió que va tenir lloc en un bar proper a l'Stade de France ubicat al suburbi parisenc de Saint-Denis (Sena Saint-Denis). El President de la República Francesa, François Hollande, era a l'estadi assistint a un partit amistós internacional entre les seleccions nacionals de França i Alemanya. L'explosió es va poder sentir per la retransmissió televisiva de l'esdeveniment. Hollande va ser evacuat i es va dirigir al Ministeri d'Interior on es va reunir amb el ministre Bernard Cazeneuve per a presidir un gabinet de crisi. Els assistents al partit van ser evacuats progressivament de l'estadi.

## Reaccions

### Govern

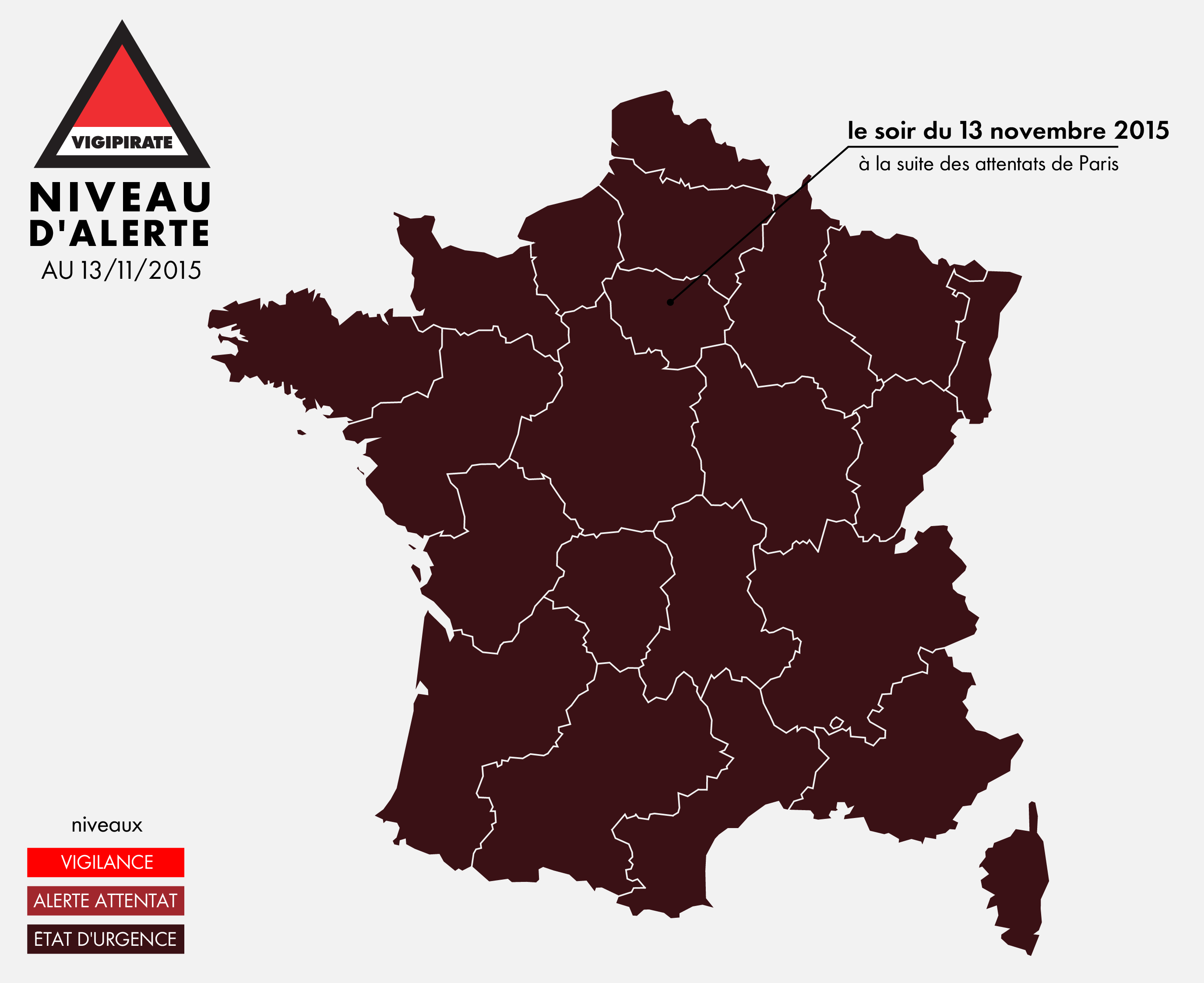
Pla Vigipirate establert el 13 de novembre de 2015 a França, després dels atemptats

El president francès, François Hollande, va fer una declaració demanant als francesos que es mantinguessin ferms davant del terrorisme. L'exprimer ministre François Fillon també va fer una declaració, exposant que "la guerra és entre nosaltres". Les autoritats van demanar als residents de París que es quedessin dins de casa per la seva pròpia seguretat. Hollande també va cancel·lar el seu viatge a la trobada del G20 a Antalya, delegant la representació francesa en el Ministre d'Exteriors Laurent Fabius i el Ministre de Finances Michel Sapin.
En resposta als atacs, França va declarar l'estat d'emergència, les seves fronteres es van tancar temporalment i es va demanar a l'exèrcit que mantingués l'ordre a París. El plan blanc (Île de France) i el plan rouge (global), dos plans de contingències francesos per a casos d'emergència, van ser immediatament activats. Es van desplegar 1.500 tropes pels carrers de París.

### Mesures de seguretat
La Préfecture de police de Paris ha emès un avís demanant als residents de no sortir, de reforçar a la seguretat al voltant dels edificis públics i d'interrompre qualsevol esdevediment o manifestació, i ha posat en marxa un telèfon d'emergència (el 0800 40 60 05) perquè els ciutadans puguin transmetre qualsevol informació. Molts parisencs s'han organitzat en les xarxes socials, inclòs el Twitter, per a oferir allotjament a les persones que no tenen un lloc per anar, a través del hashtag #porteOuverte.
Els vols amb origen i destinació als Aeroports Charles de Gaulle i Orly no es van veure afectats. American Airlines va retardar els seus vols a París fins a nou avís. Diverses estacions del Metro de París dels districtes 10 i 11 van ser tancades amb motiu dels atacs. Uber també va suspendre el servei a la ciutat després dels atacs. Totes les escoles i universitats de la ciutat van anunciar el seu tancament el 14 de novembre, ja que els dissabtes normalment són lectius a França.

### Reaccions internacionals
- Alemanya: La Cancellera Angela Merkel i el President Joachim Gauck van mostrar la seva commoció respecte als fets en un comunicat oficial.[62][63] El Ministre de l'interior alemany Thomas de Maizière va oferir al seu homòleg francès la col·laboració de les forces especials alemanyes.[64]
- Bèlgica: El Govern belga va incrementar la seguretat dels controls fronterers en les fronteres exteriors i en els aeroports i el transport ferroviari.[65]
- Canadà: Justin Trudeau va expressar la seva solidaritat i va condemnar els atacs.[66][67]
- Catalunya: Artur Mas va expressar les seves condolences dient que sentíem aquests atemptats com si ens els fessin a nosaltres.[68] També Ada Colau, amb qui conjuntament convocaren l'endemà una concentració contra el terrorisme a la Plaça de Sant Jaume.[69]
- Espanya: Mariano Rajoy va expressar el seu condol.[70] El Consulat espanyol va habilitar un telèfon d'emergència.[70]
- Estats Units: Barack Obama va fer públic el suport dels Estats Units amb el poble francès,[66] la Policia de Nova York va activar el seu pla antiterrorista.[70]